# インヴィジブル・タッチ
『インヴィジブル・タッチ』（Invisible Touch）は、1986年に発表されたジェネシスのアルバム。全英1位・全米3位を獲得し、全世界で大ヒットを記録した。
発売当時の邦題は「インビジブル・タッチ」だった。

## 概要
ピーター・ガブリエル脱退以降、ポップ路線を進んできたジェネシスが、その頂点を極めたとも言える作品。イエスやエイジアといったプログレッシブ・ロックの重鎮達が音楽性のコマーシャル化を余儀なくされる中、1980年代のジェネシスは最も成功を収めた古参プログレ・バンドである。しかし、こうした成功はフィル・コリンズのソロでの活躍が牽引した部分が大きい。
タイトル曲「インヴィジブル・タッチ」は、バンドにとって唯一の全米1位を獲得したシングルであり、日本ではノエビア化粧品のCMソングや「情報プレゼンター とくダネ!」のテーマ・ソングとして使用され、聴き馴染みのある人も多い。また、アルバムからは1年以上にわたってシングル・カットが続けられ、計5枚の大ヒット・シングルが生まれた。

## 収録曲
全曲ともフィル・コリンズ、マイク・ラザフォード、トニー・バンクスの共作。
1. 「インヴィジブル・タッチ」 - "Invisible Touch" - 3:29
2. 「トゥナイト、トゥナイト、トゥナイト」 - "Tonight, Tonight, Tonight" - 8:53
3. 「混迷の地」 - "Land of Confusion" - 4:45
4. 「イン・トゥー・ディープ」 - "In Too Deep" - 4:58
5. 「エニシング・シー・ダズ」 - "Anything She Does" - 4:09
6. 「ドミノ」 - "Domino" - 10:44
7. 「スローイング・イット・オール・アウェイ」 - "Throwing It All Away" - 3:53
8. 「ザ・ブラジリアン」 - "The Brazilian" - 4:50

## 参加ミュージシャン
- トニー・バンクス - キーボード、シンセベース
- フィル・コリンズ - ボーカル、ドラム、パーカッション
- マイク・ラザフォード - ギター、ベース